# فهرست بازداشت‌شدگان پس از انتخابات ریاست‌جمهوری دهم
پس از انتخابات ریاست جمهوری دهم در ۲۲ خرداد ۱۳۸۸ بزرگ‌ترین موج بازداشت فعالان سیاسی در دو دهه اخیر در ایران اتفاق افتاد. بازداشت‌شدگان شامل سران منتقد دولت و انتخابات ریاست جمهوری دهم، روزنامه‌نگاران منتقد، فعالان دانشجویی و طرفداران میرحسین موسوی و مهدی کروبی کاندیداهای اصلاح‌طلب می‌شوند.

## فهرست دستگیرشدگان
این بخش فهرستی از افراد دستگیرشده را در بر می‌گیرد (ترتیب الفبایی بر اساس نام خانوادگی):

### الف
- امیر مهدی ادیب موحد (امیرمهدی جلایری)، روزنامه‌نگار و مسول کمیته جوانان و ورزشکاران ستاد میرحسین موسوی در استان خراسان جنوبی، ششم دی‌ماه ۱۳۸۸ بازداشت و بیش از یک ماه در بازداشت اداره کل اطلاعات خراسان جنوبی بود. وی که کارمند دولت و مسئول دفتر فنی سازمان میراث‌فرهنگی خراسان جنوبی بود مدتی پس‌از آزادی، بجرم شرکت در اعتراضات جنبش سبز در بیرجند، به دستور اداره کل اطلاعات خراسان جنوبی از کار اخراج گردید. [۹][۱۰][۱۱][۱۲]
- «احمد افجه‌ای» از اعضای نهضت آزادی ایران، دستگیری در منزل (۲۴ خرداد ۱۳۸۸)[۱۳]
- «محسن امین زاده» معاون آسیا و اقیانوسیه وزارت امو خارجه در دولت سید محمد خاتمی (۲۳ خرداد[۱۴] -)
- پوران و حمید ابراهیم‌نژاد خواهر و برادر عزت‌الله ابراهیم‌نژاد (۱۶ تیر در خرم‌آباد)[۱۵]
- عباس میرزا ابوطالبی، قائم مقام دبیرکل حزب همبستگی، رئیس دوره‌ای جبهه اصلاحات، عضو شورای مرکزی مجمع نمایندگان ادوار مجلس و معاون ستاد انتخاباتی موسوی در تهران (۱۹ تیر دستگیر و ۱۰ شهریور آزاد شد)[۱۶]
- علی اجاقی، دبیر انجمن اسلامی دانشجویان دانشگاه اصفهان (۱۷ تیر[۱۷])
- امید پورمحمدعلی، مسوول جامعه مجازی ستاد کروبی در استان یزد(۱۶آذر۸۸ در یزد بازداشت و شبانه به تهران بند دوالف انتقال یافت)
- احمد احمدیان، عضو دفتر تحکیم وحدت (بازداشت: ۱۱ مهر در پارک جمشیدیه)[۱۸]
- امیرعلی فخرآبادی، اعضای ستاد دعوت سبز (۱۳ آبان ۸۸ در مشهد در دانشگاه فردوسی)
- احسان باغشنی، اعضای ستاد دعوت سبز (۱۳ آبان ۸۸ در مشهد در دانشگاه فردوسی)
- صادق بندار، اعضای ستاد دعوت سبز (۱۳ آبان ۸۸ در مشهد در دانشگاه فردوسی)
- مرتضی الویری، نمایندهٔ مهدی کروبی در کمیتهٔ پیگیری امور زندانیان و آسیب‌دیدگان پس از انتخابات، عضو حزب کارگزاران سازندگی (۱۷ شهریور ۱۳۸۸[۱۹] -)
- شهربانو امانی انگنه، نماینده دوره پنجم و ششم مجلس شورای اسلامی ایران از حوزه انتخابی آذربایجان غربی-ارومیه. رئیس دوره‌ای جبهه اصلاحات، عضو شورای مرکزی مجمع نمایندگان ادوار مجلس، مسول ستاد میرحسین موسوی در شاخه قشرها-مردم-جوانان و هنرمندان، دستگیری به جرم اقدام علیه امنیت نظام و امنیت داخلی، (۲۳ بهمن دستگیر و ۱۵ اسفند آزاد شد[نیازمند منبع]
- عاطفه امام، فرزند جواد امام (۱۵ شهریور بازداشت[۲۰] - ۱۶ شهریور آزاد شد[۲۱] صحت انکار شد)
- پیمان افشار، عکاس ناشر=بی‌بی‌سی فارسی ۱۵ تیر ۸۸ در بیمارستان رسول اکرم بازداشت شد ودر۹ مرداد ۸۸ با قرار وثیقه آزاد شد
- ابوذر فرهمنداز بازداشت شدگان فعالین اجتماعی در شیراز
- ساتیار امامی، عکاس (۱۸ تیر)[۲۲]
- ایمان طیرانی، عکاس (۱۸ تیر)[۲۲]
- امیرارش علیزاده کیانی ،(۲۳ دی)، دانشجوی دورهٔ کارشناسی ارشد دانشگاه علم و صنعت و مدیر فعال حقوق بشر و علم اخلاق در ایران

و نمایندهٔ حسین موسوی پس از ۶ ماه حبس تعزیری، با ودیعه آزاد شد و از ایران خارج شد.
- مهسا امرآبادی، خبرنگار روزنامه اعتماد ملی (۲۴ خرداد - ۲ شهریور با قرار وثیقه ۲۰۰ میلیون تومانی آزاد شد.[۲۳][۲۴])
- اردشیر امیرارجمند، حقوق‌دان، استاد دانشگاه شهید بهشتی و رئیس برنامه حقوق بشر و دمکراسی یونسکو (بازداشت: ۱ تیر)[۱۸]
- سید ابراهیم امینی، عضو هیئت رئیسه مجلس ششم، عضو شورای مرکزی حزب اعتماد ملی، نمایندهٔ مهدی کروبی در کمیتهٔ پیگیری امور زندانیان و آسیب‌دیدگان پس از انتخابات (۲۱ شهریور[۲۵] -)
- دکتر البرزی، استاد دانشگاه بین‌المللی امام خمینی (بازداشت: ۳۱ خرداد در منزل)[۱۸]
- عبدالرضا احمدی، روزنامه‌نگار و فعال سیاسی و حقوق بشر، (بازداشت:۱۲ اسفند ۸۸)[۲۶]
- حسن اسدی زیدآبادی، از اعضای شورای مرکزی سازمان دانش آموختگان ایران (ادوار تحکیم وحدت)
- حامد احمدی. نویسنده و ژورنالیست. دستگیری در ۱۲ مرداد ۱۳۸۸. بازداشت دو هفته‌ای در بند دو الف اطلاعات سپاه. آزادی ۲۸ مرداد ۱۳۸۸. او دو سال بعد، در ۹ دی ماه ۱۳۹۰ وقتی قصد خروج از ایران را داشت به دلیل حکم غیابی ۶ سال زندان، در فرودگاه دستگیر و به بند ۳۵۰ منتقل و بعد از سه روز با قرار وثیقه آزاد شد و بعد توانست از ایران خارج بشود.

### آ
- ساسان آقایی، روزنامه‌نگار و فعال سیاسی، (بازداشت: ۱ آذر ۸۸[۱۸]
- امیر آریازند، عضو جبهه مشارکت (۲ تیر)[۱۸]
- ادریس آریاشکوه، کارشناس مسوول واحد اطلاعات وزارت کشور[۲۵]
- زهرا آقاجری، عضو شورای مرکزی جبهه مشارکت (۲۳ خرداد[۱۴] - آزاد شد) سعید آقا محمدی دبیر ستاد ۸۸ استان فارس، عضو ستاد دانشجویی مهدی کروبی، فعال دانشجویی وسیاسی که در ۱۴ آذر ۸۸ توسط اداره اطلاعات استان فارس بازداشت شد و از ایران خارج شد

### ب
- عمادالدین باقی، روزنامه‌نگار و فعال سیاسی و حقوق بشر
- احمد بحری، صاحب امتیاز ماهنامه مهاباد (۳۱ تیر - به قید وثیقه در شهریور آزاد شد)[۲۷] آریاسب بروند فعال سیاسی اجتماعی روزنامه‌نگار
- سعیدالله بداشتی، روزنامه‌نگار و فعال سیاسی[۲۸]
- ژیلا بنی‌یعقوب، روزنامه‌نگار و فعال جنبش زنان (۳۱ خرداد - ۲۸ مرداد ۱۳۸۸ با قرار وثیقهٔ ۱۰۰ میلیون تومانی آزاد شد)[۲۹]
- میثاق بوالحسنی، شاعر و عضو ستاد موسوی در اراک (۱۷ تیر)[۳۰]
- احمد بهرامی، فعال سایبری، (۲۶ تیرماه میدان انقلاب دستگیر شد و ۲۹ تیر ماه ۸۸ آزاد شد)[۱۸]
- علیرضا بهشتی، سردبیر روزنامه کلمه سبز، نمایندهٔ موسوی در کمیته پیگیری امور زندانیان و آسیب‌دیدگان حوادث پس از انتخابات (۲ تیر - آزاد شد؛ بازداشت مجدد ۱۷ شهریور[۳۱] - ۲۲ شهریور ۱۳۸۸ با قرار وثیقه آزاد شد[۳۲])
- جعفر بهادری ، مسول کمیته جوانان  ستاد میرحسین موسوی در استان ایلام ، عاشورای  ۱۳۸۸ بازداشت و بیش از یک ماه در بازداشت اداره کل اطلاعات استان تهران بود.
- توحید بیگی، عکاس ستاد مرکز انتخاباتی مهدی کروبی و سایت مشروطه نیوز و سحام نیوز (۱۸ تیر ۸۸ در میدان انقلاب بازداشت شد و ۳۰ مرداد ۸۸ آزاد گردید)[۳۳]
- علی بی‌کس، عضو کمیته دانشجویی گزارشگران حقوق بشر[۱۸]۸)[۳۴]

### پ
- بهزاد پروین، دبیر انجمن اسلامی دانشجویان دانشگاه بیرجند (۱۶ تیر)[۳۵]
- سینا پروانه، دبیر مجمع دانشجویی استان اصفهان و عضو انجمن اسلامی دانشگاه آزاد (۲۵ خرداد و ۹ شهریور)
- فریبا پژوه، عضو جبهه مشارکت، خبرنگار روزنامه اعتماد ملی و خبرگزاری ایلنا (۳ شهریور)[۳۶]
- جعفر پناهی(کارگردان سینما، در جریان تجمع ۴۰امین روز درگذشت ندا آقا سلطان در بهشت زهرای تهران)[۳۷]
- امید پورمحمدعلی، (مسوول جامعه مجازی ستاد کروبی استان یزد- در ۱۶ آذر ۸۸ در شهر یزد بازداشت و شبانه به تهران بند دوالف انتقال یافت)
- علی‌پور خیری، عضو جبهه مشارکت (۲۳ خرداد[۱۴] -)
- علی پیرحسینلو روزنامه‌نگار، از قدیمی‌ترین وبلاگ‌نویسان ایرانی، نویسنده وبلاگ الپر (۲۶ شهریور به همراه همسرش فاطمه ستوده در منزل خود بازداشت شد و برای مدت پنجاه روز در زندان انفرادی به‌سر برد)[۱۸]

### ت
● علی تات، فعال دانشجویی. روزنامه‌نگار(۲۲ خرداد[۵]_)
- مصطفی تاج‌زاده، عضو جبهه مشارکت و معاون سابق وزارت کشور (۲۳ خرداد[۱۴] -)
- مهدی تاجیک، نویسنده و خبرنگار، فعال دانشجویی دانشگاه تهران(۲۸ دی)[۳۸]
- علی تقی‌پور، عضو جبهه مشارکت (۲۳ خرداد[۱۴] -)
- کیان تاجبخش، پژوهشگر ایرانی آمریکایی[۳۹]
- بهرنگ تنکابنی، سردبیر مجله موسیقی فرهنگ و آهنگ، تهیه‌کننده موسیقی[۴۰]
- امیر احسان تهرانی سخاوت، فعال حقوق بشر[۴۱]
- محمد ترک، مشاور و محقق ستاد میر حسین موسوی و جزو ستاد تبلیغاتی جوانان در اصلاح طلبان
- رضا تقی آبادی

کارشناس ارشد معاونت اقتصادی وزارت اطلاعات و کارشناس پرونده محمدرضا رحیمی، معاون اول دولت محمود احمدی نژاد ؛ در حفاظت اطلاعات قوه قضائیه. مولف، محقق و پژوهشگر برتر کشوری ؛ دارای بیست عنوان کتاب ، ده ها عنوان مقاله در روزنامه های کثیرالانتشار ، ده ها عنوان مقاله آکادمیک و دانشگاهی در مجامع بین المللی و دانشگاه های خارجی و داخلی .                                      
پانصد و سی روز معادل هفده ماه بازداشت انفرادی در بازداشتگاه های امنیتی.  به اتهام افشای اطلاعات سری و اسناد فوق محرمانه دولتی .                               فیلم قلاده های طلا برگرفته از اتفاقات این پرونده بازسازی و ساخته شده است .

### ج
- بابک جز عباسچیان عضو نهضت مقاومت ملی ایران (۲۵ خرداد، منزل شخصی)[۴۲]
- آدرین جلالی، از دانشجویان کارشناسی ارشد دانشگاه تهران رشته علوم کامپیوتر (۲۴ خرداد، منزل شخصی)[۴۳]
- محمدرضا جلایی‌پور، سخنگوی کمپین موج سوم حمایت از خاتمی و موسوی (۲۶ خرداد - ۲۱ شهریور ۱۳۸۸ با قرار وثیقهٔ ۲۰۰ میلیون تومانی از زندان آزاد شد[۴۴])
- امیرحسین جهانی، عضو نهضت آزادی. (۲۵ خرداد)[۱۸]
- آبتین جهانیان، معترض اجتماعی
- احمد جلالی فراهانی- دبیر اجتماعی خبرگزاری مهر، روزنامه‌نگار روزنامه‌های مختلف از جمله تهران امروز، ایران، شرق و …، مجری و کارشناس رادیو و تلویزیون و سازنده فیلم‌های مستندی چون مروارید کویر، احمد جلالی فراهانی در روز ۳ آذر ۱۳۸۸ هنگام بازگشت از دوبی و در فرودگاه امام خمینی دستگیر شد و بار دیگر در روز ۱۷ بهمن سال ۱۳۸۸ با یورش ۸ مأمور به خانه‌اش دستگیر و روانه زندان اوین شد.
- حمیدرضا جمشیدی - روزنامه‌نگار و فعال سیاسی(۱۰ بهمن ۱۳۸۹)

### چ
- رامین چاوشی، فعال سایبری
- آرمان چاروستایی، فعال سیاسی
- پیمان چالاکی، فعال کارگری، فعال سیاسی

### ح
- سعید حجاریان، عضو جبهه مشارکت (۱۹ خرداد)، ۸ مهر ۱۳۸۸ آزاد شد.[۴۵]
- محسن حجاریان، پسر سعید حجاریان (۲۱ تیر)[۴۶]
- رامین حسین تهرانی (بازداشت ۷۲ ساعت قبل از انتخابات ریاست جمهوری دهم)
- روزبه حسین تهرانی (بازداشت ۷۲ ساعت قبل از انتخابات ریاست جمهوری دهم)
- ابوالفضل حسین‌زاده، فعال سیاسی و عضو ادوار دفتر تحکیم (مسئول کمیته نظرسنجی و تحلیل آرای ستاد انتخاباتی میرحسین موسوی در استان تهران) (آزادی ۱ مرداد ۸۸)
- سهیل حسین پور احمدیفعال دانشجویی رئیس ستاد میر حسین موسوی در دانشگاه تهران ۲۷ تیر ماه در منزلش دستگیر وتحویل نیروهای امنیتی شد.
- هادی حیدری کاریکاتوریست (بازداشت: ۱ آبان در مراسم دعای کمیل برای آزادی زندانیان سیاسی در منزل شهاب‌الدین طباطبایی)[۱۸]
- محمد حیدری، روزنامه‌نگار و فعال ملی مذهبی(۱۳ مهر۱۳۹۰)،[۴۷]
- علی اکبر حیدری (بازداشت پس از انتخابات ریاست جمهوری دهم - رئیس ستاد انتخاباتی مهندس موسوی. تفرش)
- سعید حائری، فعال سیاسی، فعال حقوق بشر

### خ
- محمدرضا خاتمی، دبیرکل سابق جبهه مشارکت ونایب رئیس مجلس ششم (۲۳ خرداد بازداشت[۱۴] و روز بعد آزاد شد)
- واحد خلوصی، دانشجوی محروم از تحصیل بهائی(۲۱ شهریور ۱۳۹۰- آزاد شد و در ۱ شهریور ۱۳۹۱ مجدداً بازداشت شد)[۴۸]
- بیژن خواجه‌پور، مشاور تجاری و اقتصادی بین‌المللی (۶ تیر در فرودگاه مهرآباد)[۱۸]
- ابراهیم خوش‌چهره، فعال جریان ملی-مذهبی در لاهیجان (۳۱ خرداد)[۱۸]
- مهدی خدایی، دبیر سابق انجمن اسلامی دانشگاه شهر ری و عضو مجموعه فعالان حقوق بشر در ایران(۱۱ اسفند ۱۳۸۸- آزاد شد)[۴۹]
- جهانبخش خانجانی
- منیژه خلعتبری، دانشجوی رشته معماری فعال سیاسی و فعال حقوق بشر، عضو جنبش سبز، حامی جنبش زنان، عضو ستاد میرحسین موسوی در کرج (در تاریخ ۲۵ خرداد ماه حوالی میدان آزادی بازداشت شد)

### د
- امید دانا، فعال فرهنگی و سیاسی هوادار سامانه پادشاهی. (بازداشت ۶ بهمن ۸۸ به مدت دوسال) در دادگاه علنی ۱۴ بهمن ماه به جرم سر دادن شعار مرگ بر اصل ولایت فقیه و سازماندهی تظاهرات عاشورا به اعدام محکوم شد و پس از ۵ ماه با اعتراض وکلای ایشان حکم اعدام لغو و به ۶ سال زندان محکوم شد و در تاریخ ۶ شهریور در پی عفو عید فطر آزاد شد.
- رضا درویشی، فعال سیاسی عضو جبهه مشارکت (بازداشت :۲۲ تیر آزاد شد)
- رخساره درویشی، فعال سیاسی عضو جبهه مشارکت (بازداشت: ۹ دی آزاد شد)
- محمدعلی دادخواه، وکیل دادگستری و عضو کانون مدافعان حقوق بشر (بازداشت:۱۷ تیر[۵۰][۵۱] - آزادی: ۲۲ شهریور ۱۳۸۸، با قرار وثیقهٔ ۵۰۰ میلیون تومانی[۵۲])
- ملیحه دادخواه، دختر محمدعلی دادخواه (بازداشت: ۱۷ تیر - آزاد شد)
  - محمد داوری، سردبیر سایت سحام‌نیوز (وب‌سایت رسمی حزب اعتماد ملی) (۱۷ شهریور[۵۳] -)
- مجید دری، دانشجوی ستاره‌دار دانشگاه علامه(۳۱ خرداد- آزاد شد و در ۱۸ تیر مجدداً بازداشت شد)[۵۴]
- امیر خسرو دلیر ثانی، فعال ملی مذهبی (بازداشت: ۱۳ دی ۱۳۸۸)[۵۵]
- نعیمه دوستدار، روزنامه‌نگار (بازداشت: ۱۷ بهمن - آزاد شد)
- بهاره دولو، وکیل دادگستری (بازداشت: ۱۷ تیر - آزاد شد)[۵۱]
- عادل دهدشتی، عضو جبهه مشارکت (بازداشت: ۲ تیر)[۱۸]
- مصطفی دهقان، روزنامه‌نگار (بازداشت: ۱۱ دی 1388)[۵۶][۵۷]
- صالح دلدم، فیلمساز، عضو حزب اعتمادملی و مشاور هنری مهدی کروبی (بازداشت: ۲۷ خرداد ۸۸)

### ر
- محمدصادق ربانی، برادر آیت الله محمدمهدی ربانی املشی، استاد تمام دانشگاه تهران، (بازداشت عاشورای ۸۸، آزادی پس از ۶۴ روز)[۵۸][۵۹][۶۰]
- محمدمهدی ربانی، نوه آیت الله محمدمهدی ربانی املشی، دانشجو، (چهلم آیت الله العظمی منتظری)[۶۱]
- علی‌رضا رجایی، روزنامه‌نگار، نویسنده، ناشر و عضو شورای فعالان ملی-مذهبی (۲۵ خرداد)[۱۸]
- عبدالله رمضان‌زاده، قائم مقام دبیرکل جبهه مشارکت و سخنگوی دولت خاتمی (۲۳ خرداد[۱۴] -)
- محمدتقی رحمانی، روزنامه‌نگار، فعال ملی مذهبی و از اعضای نهضت آزادی (۲۳ خرداد بازداشت[۱۴] و روز بعد آزاد شد)
- هادی رسایی، فعال سیاسی دانشجویی و برادر زاده حمید رسایی نماینده ادوار مجلس (روز قدس سال ۸۸ دستگیر و در دوره بازداشت مورد ضرب و شتم قرار گرفت)
- مهدی رستی، فعال سیاسی، هوادار سامانه پادشاهی و مروج فرهنگ همجنس‌گرایی در ایران در دادگاه علنی ۱۴ بهمن ماه به جرم تجاوز به عنف و نوجوانان زیر ۱۵ سال، سر دادن شعار مرگ بر اصل ولایت فقیه و سازماندهی تظاهرات عاشورا به اعدام محکوم شد و پس از ۵ ماه با اعتراض وکلای ایشان حکم اعدام لغو و به ابد محکوم شد و سپس در پی عفو رهبری آزاد شد. پس از آزادی از زندان به کشور سومالی مهاجرت کرد.
- حسن رئیسیان، استاد دانشگاه بین‌المللی امام خمینی قزوین و عضو ستاد موسوی (۲۹ خرداد- آزاد شد)[۶۲]
- فریبرز رئیس‌دانا اقتصاددان، فعال چپ، عضو کانون نویسندگان (۲ مرداد قبل از مراسم سالمرگ احمد شاملو)[۶۳]
- اقبال رشیدی، مدیر مؤسسه تبلیغاتی نویسا و رئیس اتحادیه کامپیوتر و موبایل فروشان سقز[۶۴]
- کاوه رضائی شیراز فعال حقوق بشر و حق تحصیل و عضو دفتر تحکیم وحدت[۶۵]
- آرمان رضاخانی، دانشجو، برگزیده دهمین جشنواره خوارزمی، مخترع و مکتشف (۱۸ آذر بازداشت)[۶۶]
- امیر رئیسیان، وکیل دادگستری (بازداشت: ۱۷ تیر - آزاد شد)[۵۱]
- پیمان روشن ضمیر، روزنامه‌نگار، وبلاگ‌نویس و از اعضای ستاد انتخاباتی کروبی در اهواز (۱۳ دی ۱۳۸۹ - دوماه بعد با وثیقه آزاد شد)[۶۷]
- محمد رسول اف، فیلمساز و کارگردان سینما (۱۰ اسفند در منزل جعفر پناهی)[۶۸]
- رزاقی بهار علی، از فعالا دانشجویی و اصلاح طلب در مشهد، در ۲۵ بهمن ۸۹ در محل کار خود دستگیر شد و ۲۰ روز در اداره اطلاعات مشهد بود. وی مجدداً با تشدید قرار در ۹ آبان ۹۰ برای ۶۴ روز راهی زندان وکیل آباد شد؛ و پس از آن با وثیقه ۲۰۰ ملیونی آزاد شد.[نیازمند منبع]

محمدرضا رودباری مترجم و وبلاگ نویس رشتی به اتهام تبلیغ علیه نظام در فروردین ۱۳۸۹ در خانه اش دستگیر شد. خانواده اش از ترس و رعب مأموران مدتها در بی‌خبری بودند. بدون پذیرفتن وثیقه برای ۱۸ ماه روانه زندان شد. او همواره در مورد مسائل محیط زیستی به اندازه مدیریت سیاسی نگران بود.
- امید رضایی (فعال دانشجویی دانشگاه گیلان، دبیرکل سابق کانون‌های فرهنگی و دبیر کانون مطالعات این دانشگاه) در ۲۴ مهر ۹۰ به اتهام اقدام علیه امنیت ملی و تبلیغ علیه نظام بازداشت و در ۱۵ آبان ۹۰ به قید وثیقه آزاد شد.[۷۰] وی توسط شعبهٔ اول دادگاه انقلاب رشت به ۲ سال حبس تعزیری محکوم شد.[۷۱] وی پیش تر در ۲۲ بهمن ۸۸ در تجمع هواداران جنبش سبز در بلوار کشاورز بازداشت شده و پس از دو روز از زندان اوین آزاد شد)
- آرش ریکی (عضو ارشد کمیته حقوق بشر سازمان…)

### ز
- احمد زیدآبادی، روزنامه‌نگار، دبیرکل سازمان دانش آموختگان ایران اسلامی (ادوار تحکیم) ()[۱۴][۷۲]
- کوروش زعیم، عضو شورای مرکزی جبهه ملی ایران (۳۱ خرداد)[۷۳]
- سیدمهدی زواره‌ای - برادر زاده رضا زواره‌ای مسئول شاخه جوانان ستاد انتخاباتی مهدی کروبی در تهران -پس از حدود یک ماه بازداشت در بند امنیتی ۲۰۹ زندان اوین با قرار وثیقه ۵۰ میلیون تومان آزاد شد.[۷۳]
- سارا زاهددانشجو عضو ستاد کروبی بازداشت آبان ۸۸ وثیقه ۲۰ میلیون تومانی آزاد[۱۴]
- سیروس زارع زاده، دانشجو عضو کمیته دانشجویی دفاع از زندانیان سیاسی در ناریخ ۲۵ بهمن ۸۹ دستگیر شد و با وثیقه خانه به ارزش ۵۰ میلیون تومان آزاد.[نیازمند منبع]
- روح‌الله زم - پسر محمدعلی زم معاون شهردار تهران و رئیس حوزه هنری سازمان تبلیغات اسلامی. بازرس ویژه انتخابات سال ۱۳۸۴ و فعال جنبش سبز- بازداشت ۲ تیرماه ۱۳۸۸- بند الف زندان اوین- ۲ ماه انفرادی- آزادی با وثیقه ۳۰۰ میلیون تومانی- سال ۱۳۹۰ خروج از کشور. اکنون اعدام شده هست.

### س
- «روزبه سردارنژاد» عضو شورای مرکزی جوانان حزب اعتماد ملی و رئیس شاخه لرستان (بازداشت در دانشگاه)[۷۴]

فریبرز سروش، روزنامه‌نگار و برنامه ساز رادیو که با قرار وثیقه دویست میلیونی بعد از چهل و هشت روز آزاد شد.
- حسن سوری ، دبیر بازنشسته و عضو ستاد موسوی در بروجرد، آزادشده با قرار وثیقه در تاریخ ۳۱ مرداد ۸۸[۷۵]
- نگار سایه، روزنامه‌نگار و خبرنگار صداو سیما که در تاریخ ۲۸ مهر بازداشت شد و دو ماه بعد آزاد شد.
- علی سمیعی زاده، عضو کمیته اطلاع‌رسانی جبهه مشارکت (۲۳ خرداد بازداشت و پس از یک روز آزاد شد و بار دوم ۹ آبان ۱۳۸۸ بازداشت و در تاریخ ۳ دیماه ۸۸ با وثیقه آزاد شد[۷۶])
- روشنک سیاسی
- مجید سعیدی، دبیر سرویس عکس ۹ روزنامه مختلف، مؤسس سرویس عکس خبرگزاری فارس، همکار مجله تایم و گتی ایمیجز، برنده جایزه کاوه گلستان و چهار بار برنده جایزه آساهی شیمبون (۲۰ تیر)[۷۷]
- حسام سلامت، دانشجوی ستاره‌دار دانشگاه تهران (۱۴ تیر)[۷۸]
- عبدالفتاح سلطانی، وکیل دادگستری و عضو کانون مدافعان حقوق بشر (۲۶ خرداد - ۴ شهریور ۱۳۸۸ با قرار وثیقهٔ ۱۰۰ میلیون تومانی آزاد شد[۷۹])
- مهدی سلطانی نژاد فعال دانشجویی دانشگاه باهنر، تاریخ پژوه و نویسنده. در تاریخ ۲۵ خرداد ۸۸ در جریان تجمعات اعتراضی میدان آزادی کرمان توسط نیروهای امنیتی دستگیر و پس از سه هفته بازداشت آزاد شد.
- حسین سربندی از فعالان ستاد میرحسین موسوی (بازداشت شده در تاریخ ۲۴ بهمن ۱۳۸۹ با هجوم نیروهای امنیتی به منزل شخصی و صدور حکم یک سال حبس تعلیقی توسط شعبه ۶ بازپرسی اوین)[۸۰]
- هاله سحابی، در روز تحلیف احمدی‌نژاد نزدیک مجلس دستگیر شد و بعد به دو سال زندان محکوم گردید.[۸۱]
- فتاح سبحانی، در تاریخ ۱۳ مرداد ۸۸ در منزلش بازداشت شد و به زندان اوین بند ۲۰۹ منتقل گردید و ۴۳ روز در سلول‌های انفرادی این بند بود و سپس با قید وثیقهٔ ۱۰۰ میلیون تومانی آزاد شد. در دادگاه بدوی شعبهٔ ۲۶ به ریاست قاضی پیر عباس به اتهامات تبلیغ علیه نظام و اجتماع و تبانی برای برهم زدن نظم عمومی به دو سال حبس تعزیری و ۷۴ ضربه شلاق محکوم گردید. این حکم در دادگاه تجدید نظرشعبهٔ ۳۶ به یکسال حبس تعزیری تقلیل پیدا کرد و از اتهام اجتماع و تبانی تبرئه شد. پس از گذراندن دوران محکومیت یکساله در بند ۳۵۰ در تاریخ ۱۹/۳/۱۳۸۹ به همراه ۱۸ زندانی دیگر از زندان آزاد گردید.

http://www.magiran.com/npview.asp?ID=2195852روزنامه ی شرق
- سامان سلیمانی مرند، مدیر پایگاه خبری اصلاحات نیوز، دبیر سیاسی انجمن اسلامی دانشجویان دانشگاه ورامین و بنیانگذار جنبش اتحادی فعالین دانشجویی اصلاح طلب سراسر کشور بامداد ۲۶ بهمن ماه ۱۳۸۹ توسط وزارت اطلاعات در منزل خود دستگیر و به زندان اوین منتقل شد. او پس از یکماه به قید کفالت موقتاً آزاد شد.[۸۲]

### ش
- علی شریعتی روزنامه‌نگار نویسنده وبگاه سبزاکس و فعال اجتماعی (دستگیری در ۲۵ بهمن ۱۳۸۹) در تیرماه ۹۱ شعبه ۲۶ دادگاه انقلاب تهران وی را به دو سال حبس تعزیری و ۷۴ ضربه شلاق محکوم کرد و در نهایت شعبه ۵۴ دادگاه تجدید نظر استان تهران محکومیت وی را به هشت ماه حبس تعزیری و تحمل ۷۴ ضربه شلاق کاهش داد. علی شریعتی تاریخ ۳ بهمن ۹۱ تا ۲۸ مرداد ۹۲ دوره محکومیت خود را گذراند[۸۳] علی شریعتی بار دیگر در تاریخ ۲۲ خرداد ۹۳ بازداشت و ۲۸ خرداد با قرار وثیقه ۱۰۰ میلیون تومانی آزاد شد.[۸۴] او آخرین بار در تاریخ ۲۹ بهمن ۹۳ در منزل شخصی بازداشت شد. وی پس از نزدیک به شش ماه انفرادی در بند ۲۰۹ زندان اوین به بند ۸ منتقل شد و پس از آن به ۱۳ سال حبس محکوم شد. محکومیت وی در دادگاه تجدیدنظر به شش سال کاهش یافت که پنج سال از آن به اتهام اجتماع و تبانی بر علیه امنیت کشور به دلیل شرکت در تجمع اعتراض به اسیدپاشی اجرایی شد. وی پس از یک سال و نیم به مرخصی آمد اما ناگهان دوباره بازداشت شد. این بازداشت منجر به اعتصاب غذای طولانی مدت وی در اعتراض به روند ناعادلانه دادرسی شد. وعده آزادی مشروط منجر به شکستن اعتصاب وی شد. او پس از سه سال با آزادی مشروط از زندان آزاد شد.
- جواد شیخ سفلی فعال سیاسی در تبلیغات حزب آقای موسوی (۲۷ خرداد)
- علی شجاعی، رئیس ستاد دانشجویی مهدی کروبی (۲۸ خرداد)[۱۸]
- عبدالوهاب شرفی، دبیر انجمن اسلامی دانشگاه آزاد بندرعباس (۳۰ خرداد)[۱۸]
- محمد شکوهی، عضو جبهه مشارکت (۲۳ خرداد[۱۴] -)
- سعید شریعتی، عضو شورای مرکزی جبهه مشارکت (۲۳ خرداد[۱۴] - آزاد و ۷ مرداد دوباره دستگیر شد)
- مهدی شاهرخی فعال سیاسی، وبلاگ نویس، اخراجی دانشگاه شیراز و عضو کمیسیون کارگران ( 30 تیر )[۱۸]
- امیرحسین شمشادی خبرنگار و از مسئولان ستاد ۸۸ (۲۹ خرداد)[۱۸]
- ماشاالله شمس الواعظین، روزنامه‌نگار و فعال سیاسی
- آزاد شریفی، سردبیر سایت مستقل خبری شارنیوز، عضو جبهه مشارکت کردستان، عضو ستاد۸۸ موسوی (۲۷ شهریور)[۱۸]
- حسن شیخ آقایی، روزنامه‌نگار، کاریکاتوریست و فعال سیاسی عضو ستاد موسوی در مهاباد[۸۵]
- آرش شعاع شرق، روزنامه‌نگار و فعال ملی مذهبی
- حسن شهیدی، روزنامه‌نگار

### ص
- حامد صابر، عکاس،[۸۶][۸۷]
- سارا صباغیان، وکیل دادگستری (بازداشت: ۱۷ تیر - آزاد شد)[۵۱]
- ضیاءالین صبوری، از کارشناسان حوزهٔ امنیتی وزارت کشور[۲۵]
- شادی صدر حقوق‌دان، روزنامه‌نگار فمینیست و فعال حقوق زنان (۲۶ تیر در راه رفتن به نماز جمعه در بلوار کشاورز- ۶ مرداد آزاد شد)[۸۸]
- هدی صابر، روزنامه‌نگار، فعال ملی مذهبی (۲۳ خرداد بازداشت[۱۴] و روز بعد آزاد شد)
- محمدعلی صفرپور، استاد شیمی کوانتم و فلسفه علم دانشگاه علم و صنعت(۲ مرداد)[۸۹]
- محمد صادقی (سیاستمدار)، عضو ادوار تحکیم وحدت که در تاریخ ۱۲ آبان ۱۳۸۸ در منزل شخصی اش در تهران بازداشت شد.[۹۰]
- مسعود صادقی از علاقمندان نهضت آزادی ایران، به اتهام اجتماع و تبانی به قصد برهم زدن امنیت کشور از طریق تشکیل و راه‌اندازی گروه مطالعه تاریخ بازداشت شد. وی اول اسفند ۱۳۸۹ تنها یک روز پس از به دنیا آمدن دخترش بازداشت شد و به مدت یک ماه در بند امنیتی ۲۴۰ زندان اوین بود سپس در شعبه ۱۵ دادگاه انقلاب با رای ابوالقاسم صلواتی به تحمل شش سال حبس و ۷۴ ضربه شلاق محکوم شد. وی از آبان ۱۳۹۱ برای گذراندن دوره محکومیت به بند ۳۵۰ زندان اوین وارد شد. صادقی پس از تحمل سه سال حبس از حکم شش ساله خود، بدون برخورداری از حتی یک روز مرخصی، ۳۱ تیرماه ۱۳۹۴ آزاد شد.[۹۱]
- مهدی صادقی، فعال سیاسی فرهنگی. دانشجوی دانشکده سوره تهران و عضو حزب مشارکت ایران اسلامی (بازداشت: ۲۰ مرداد، ۱۱ مهر آزاد شد)
- لیلا سادات صفری فعال سیاسی که بعد ۵۰ روز بازداشت آزاد شد

### ع
- رسول عالی نژاد، فعال دانشجویی (بازداشت:۲۷ آبان ۸۸ توسط وزارت اطلاعات به اتهام هواداری از سازمان مجاهدین خلق)*او قبلاً نیز به خاطر همین اتهام در ۲۱ آذر ۸۵ دستگیر و مدتی را در بازداشت و زندان به سر برده بود.http://news.gooya.com/politics/archives/2009/11/096422.php
- محمد عطریانفر، عضو حزب کارگزاران سازندگی ایران و رئیس سابق شورای شهر تهران[۱۴][۹۲]
- علی‌رضا عاشوری، مسئول فناوری اطلاعات ستاد انتخاباتی میرحسین موسوی، عضو شورای عمومی انجمن اسلامی دانشجویان دانشگاه تهران[۹۳] و نویسنده وبلاگ سپیدوسیاه، محکوم به شش سال حبس تعزیری (بازداشت: سوم تیرماه ۸۸ توسط مرکز بررسی جرائم سازمان یافته سپاه)[۹۴]
- ابوالفضل عابدینی روزنامه‌نگار آزاد و مسئول روابط عمومی مجموعه فعالان حقوق بشر در ایران (۹ تیر - ۶ آبان با ۴۰۰ میلیون تومان وثیقه آزاد شد)[۹۵]
- سامان عسلی صاف فعال سیاسی خواننده سبک رپ و هیپ هاپ (بازداشت:۴ تیر ۱۳۹۴ منزل شخصی. بعد از ۴۲ ماه آزاد شد.[۱۴][۹۶]
- محمد صابر عباسیان، عضو حزب جبهه مشارکت و رئیس ستاد ۸۸ استان فارس[۹۷]
- حسین عزت زاده عضو شورای مرکزی جبهه ملی ایران (۳۰ تیر در میدان هفت تیر)[۹۸]
- شمس‌الدین عیسایی، از مسئولان ستاد میرحسین موسوی (۲۰ تیر[۹۹] - آزاد شد؛ بازداشت مجدد ۱۱ شهریور[۲۵])
- فریدون عموزاده خلیلی شاعر و نویسنده ادبیات کودکان، روزنامه‌نگار (بازداشت: ۱۵ مرداد)[۱۸]
- سعید عبادزاده (مصدق) عضو حزب جبهه مشارکت و عضو ستاد ۸۸ استان تهران و عضو ستاد میرحسین فعال حوزه زنان و دانش آموزی و دبیر مؤسسه گفتمان جهانی معماری و آمایش سرزمین‌های مسلمانان [۱۰۰]

- "رضا عالمی"<موزیسین> عضو ستاد مرکزی میرحسین موسوی و عضو کمیته نظارت و نماینده میرحسین موسوی در صندوق‌های اخذ رای در ۲۲ خرداد. دستگیری روز تاسوعا در خیابان انقلاب

داریوش علی قنبری سر گروه شاهین شکسته بال شیراز ۱ آبان ۸۸ پلاک ۱۰۰ شیراز
- شاهین عزیزی فعال سیاسی دانش آموزی و عضو ستاد مردمی میرحسین موسوی (بازداشت: ۲۵ بهمن ۱۳۸۹ خیابان شادمان)

### غ
- حمزه غالبی، رئیس ستاد جوانان ستاد میرحسین موسوی، عضو جبهه مشارکت (۳۰ خرداد - ۹ شهریور ۱۳۸۸ آزاد شد)[۱۰۱]
- فرشید غواصیه ، لیدر ستد انتخاباتی میر حسین موسوی در شیراز از فعالان کمیته حقوق بشر در ایران عضو انجمن صیانت از آزادی. وی در ۶ آبان سال ۱۳۸۸ در یک رستوران دستگیر شد و به بازداشتگاه پلاک ۱۰۰ انتقال یافت بعد از چند هفته با قید وثیقه ۱۰۰ میلیون تومانی آزاد شد و آخرین بار در ۲۵ بهمن ۱۳۹۰ شبانه از منزل ربوده شد و اطلاع از وی در دسترس نیست اولین دادگاه وی را به ۵ سال حبس ۹۹ ضربه شلاق در ملأ عام و یک سال تبعید به ایرانشهر محکوم کرد وی همچنین عضو شورای حمایت از حقوق کارگران و انجمن حمایت از اقلیتهای مذهبی بود.[۱۰۲]

### ف
- لیلی فرهادپور، نویسنده و روزنامه‌نگار[۱۰۳]
- علی اشرف فتحی، نویسنده وبلاگ تورجان و طلبه اصلاح طلب (مراسم چهلمین روز رحلت آیت‌الله منتظری)[۱۰۴]
- شاهین فضلی، فعال دانشجویی در تبریز (۱۲ بهمن ۱۳۸۸)[۱۰۵]
- سید مصطفی فاضلی، عضو ستاد ۸۸ تهران و فعال فضای مجازی (۷ اردیبهشت ۸۹)[۱۸]
- دکترحسام فیروزی پزشک معالج زندانیان سیاسی و عضو سازمان ادوار تحکیم وحدت
- یغما فشخامی روزنامه‌نگار و فعال سیاسی و عضو ستاد میرحسین موسوی بازداشت در ۱۹ بهمن ۸۸ (محکوم به دو سال و نیم حبس تعزیری) بازداشت در ۱۸ دی ماه ۱۳۹۳ توسط سازمان اطلاعات سپاه پاسداران که پس از گذشت پنج ماه از بند دو الف اوین آزاد شد.
- هومن فخار مقدم دبیر اجرایی انجمن اروپایی آموزش در زندان
- ناصح فریدی، دبیر سابق انجمن اسلامی دانشگاه تربیت معلم تهران، مدیر داخلی ستاد شهروند آزاد و سخنگوی کمیته دانشجویی دفاع از زندانیان سیاسی[۱۰۶]
- باقر فتحعلی‌بیگی، عضو نهضت آزادی در زنجان (۳۰ خرداد)[۱۸]
- میلاد فدایی اصل دانشجوی دانشگاه آزاد تهران جنوب و روزنامه‌نگار(۱۱ آذر ۸۸)
- علیرضا فیروزی، عضو انجمن اسلامی دانشجویان دانشگاه زنجان، وبلاگ‌نویس، عضو مجموعه فعالان حقوق بشر در ایران (بازداشت در ۱۲ دی ۱۳۸۸و آزادی در ۲۴ خرداد ۱۳۸۹)
- جاوید فخریان، فعال دانشجویی و مدیر ستاد مجازی جوانان حامی خاتمی (ستاد ۸۸)که در ۲۳ بهمن ۸۹ احضار و به زندان اوین انتقال یافت او همچنین در آبان ۸۸ نیز مدت کوتاهی را در بازداشت بسر برده بود. وی توسط شعبه ۲۶ دادگاه انقلاب تهران به یکسال حبس تعزیری محکوم شد[۱۰۷] جاوید فخریان همچنین مجدداً در سال ۹۳ بازداشت و مدت یکسال را در زندان اوین سپری کرد.

### ق
- رخساره قائم‌مقامی (در جریان تجمع ۴۰امین روز درگذشت ندا آقا سلطان در بهشت زهرای تهران)[۳۷]
- سعید قریشی همسر نگار سایه و عضو جبهه مشارکت ایران اسلامی (بازداشت: ۱ آبان در مراسم دعای کمیل برای آزادی زندانیان سیاسی در منزل شهاب‌الدین طباطبایی)[۱۸]
- پویا قربانی، دانشجو (پس از عاشورا دستگیر و به شش سال حبس تعزیری محکوم شده‌است)[۱۰۸]
- خدیجه قهرمانی، عضو ستاد مهدی کروبی و دانشجوی اخراجی دانشگاه شیراز. (بازداشت: ۱۲ آبان، محکوم به ۳ سال حبس تعزیری و ۲ میلیون تومان جریمه[۱۰۸]
- مریم قربانی‌فر (بعد از تجمع ۲۵ بهمن ۱۳۸۹ بازداشت شد)
- نورمحمد قویدل، دستگیری به علت حمایت و عضو در ستاد میر حسین موسوی. (بازداشت:۲۰ دی ۱۳۸۸، محکوم به ۵ سال حبس بدون مرخصی)
- نیما قاسمی مورودی، دستگیری به علت حمایت و عضو در ستاد میر حسین موسوی. (بازداشت:۱۶ آذر ۱۳۸۸، محکوم به ۳ سال حبس تعزیری و ۲ میلیون تومان جریمه)

### ک
- برهان کریمی، فعال سیاسی - دبیر کمیته مرکزی دانشجویان و جوانان ستاد انتخاباتی مهدی کروبی - دبیر سیاسی انجمن اسلامی دانشجویان دانشگاه کردستان (۸ تیر تا ۲۹ شهریور - محکوم به ۳ سال زندان تعزیری)[۱۰۹]-۸ آبان ۱۳۸۸[۱۱۰])
- روزبه کریمی، روزنامه‌نگار. (۱۲ دی ۱۳۸۸[۱۱۱]-۹ اسفند ۱۳۸۸[۱۱۲])
- علی کاشانی فر از دراویش گنابادی (۳ مرداد در گناباد)[۱۱۳]
- هادی کمالی، فعال سیاسی، جرم اخلال علیه نظم و امنیت ملی، محل بازداشت خیابان ولی عصر(۲۶ خرداد۸۸)
- شاپور کاظمی برادر زهرا رهنورد[۱۱۴]
- مرتضی کاظمیان، روزنامه‌نگار(۷ دی)
- سعیده کردی نژاد، عضو جبهه مشارکت[نیازمند منبع]، عضو ستاد ۸۸ و عضو ستاد دانشجویی میرحسین موسوی (۸ تیر - ۴ شهریور ۱۳۸۸ با قرار وثیقهٔ ۵۰ میلیون تومانی آزاد شد)[۲۳][۱۱۵]
- سید عمار کلانتری، سردبیر سایت آینده (۲۸ تیر)[۱۱۶]
- حسین کیاروستا، فعال دانشجویی دانشگاه آزاد و از فعالین ستاد کروبی در کرج (۶ دی - ۳ اسفند)
- محمد کیانوش راد، (بازداشت: ۱ آبان در مراسم دعای کمیل برای آزادی زندانیان سیاسی در منزل شهاب‌الدین طباطبایی)[۱۸]
- افشین کرمیان نسب دانشجوی کارشناسی ارشد علوم سیاسی دانشگاه آزاد تهران مرکزی، فعال دانشجویی، فرهنگی و حقوق بشر-به تاریخ ۸۸/۰۸/۲۸ در منزل شخصی در کرمانشاه بازداشت شد و پس از طی ۵۰ روز با وثیقه ۱۰۰ میلیون تومانی از زندان اوین بند ۲۰۹ آزاد گردید.[۱۱۷]
- محمد کریمی، از فعالان دانشجویی و فعالین فضای مجازی که در شامگاه بیست و پنجم بهمن ماه هزار و سیصد و هشتاد و نه در پی هجوم مأموران امنیتی به منزل دستگیر شد و پس از طی سی یک روز بازداشت در زندان اوین با وثیقه ۵۰ میلیونی آزاد شد.

- عباس کوشا، نویسنده، پژوهشگر و عضو شورای مرکزی جبهه مشارکت ایران اسلامی (۹ تیر ۱۳۸۸)
- ساجده کیانوش راد، عضو جبهه مشارکت ایران اسلامی (۹ تیر ۱۳۸۸)
- حمید رضا کرواسی (کرباسی) به اتهام شرکت در تجمع اعتراضی عاشورای سال ۱۳۸۸ با رأی ابوالقاسم صلواتی در شعبه ۱۵ دادگاه انقلاب به تحمل ۳سال حبس تعزیزی محکوم شد. وی از فعالان اصلاح طلب و سبز همدان است. وی ۱۴ مرداد۱۳۹۴پس از سپری کردن دوره محکومیت سه ساله از زندان آزاد شد.[۱۱۸]

### ل
- امید لواسانی، (طراح وب سایت ستاد مهندس موسوی - ۳ تیر تا ۹ مرداد - محکوم به ۶ سال زندان تعزیری)[۱۱۹]
- مسعود لواسانی، روزنامه‌نگار و وبلاگ نویس(۴ مهر)[۱۲۰]
- محمدصفر لفوتی، روزنامه‌نگار و وبلاگ نویس(۲۲ آذر)

### م
- عبدالرحمان ماه وش، دارای مدرک کارشناسی ارشد معماری شهروند معترض به نتیجه انتخابات در تاریخ ۱ تیر ۱۳۸۸ بازداشت و توسط قاضی پیرعباس یک سال و نیم حبس گرفت در آذر ۱۳۸۹ آزاد شد،[۱۲۱][۱۲۲]
- مبین میرعرب، مسئول تبلیغات کمیته دانشجویی مهندس میرحسین موسوی در استان گلستان، در (۱۶ آذر ۱۳۸۹) توسط نیروهای لباس شخصی دستگیر و بازداشت شد. سپس دادگاه انقلاب گرگان وی را به ۴ سال حبس و ۹۹ ضربه شلاق محکوم کرد.
- امید مهرگان، مترجم و روزنامه‌نگار. (۱۴ بهمن ۱۳۸۸[۱۲۳]-۲۹ بهمن ۱۳۸۸
- فریده ماشینی عضو جبهه مشارکت (بازداشت: ۱ آبان در مراسم دعای کمیل برای آزادی زندانیان سیاسی در منزل شهاب‌الدین طباطبایی)[۱۸]
- زهرا مجردی، عضو شورای مرکزی جبهه مشارکت (۲۳ خرداد[۱۴])
- اشکان مجللی، عضو جبهه مشارکت (۲۳ خرداد[۱۴] -)
- مهناز محمدی، (مستندساز، در جریان تجمع ۴۰امین روز درگذشت ندا آقا سلطان در بهشت زهرای تهران)[۱۲۴]* احمد مدادی، دبیر سابق انجمن اسلامی دانشگاه زنجان و عضو فعلی سازمان ادوار تحکیم (۲۵ تیر در مراسم دعا برای آزادی سعید متین‌پور)[۱۲۵]
- احمد مرادی، عضو ستاد موسوی (بازداشت: ۲۷ خرداد)[۱۸]
- آیدا مصباحی، روزنامه‌نگار، نایب رئیس شاخه جوانان کارگزاران سازندگی (۱ تیر در منزل)[۱۸]
- امیرحسین معظمی، عضو دفتر تحکیم وحدت (بازداشت: ۱۱ مهر در پارک جمشیدیه)[۱۸]
- ساناز معتضدیان، لیدر ستاد انتخاباتی میر حسین موسوی در شیراز نقّاش مجسمه‌ساز اولین بار در تاریخ ۶ آبان ۱۳۸۸ دستگیر شد با قید وثیقه ۵۰ میلیون تومانی آزاد شد بعد از آن به دلیل ادامه فعالیت‌هایش بارها دستگیر شد تا این که دادگاه انقلاب شیراز وی را به ۲ سال حبس ۹۹ ضربه شلاق محکوم کرد و همچنین تمامی آثار وی توقیف گردید و ممنوع کار شد وی حضور گسترده‌ای در اعتراضات پس از انتخابات سال ۱۳۸۸ داشت آخرین بار وی در سال ۱۳۹۰ پس از تظاهرات ۲۵ بهمن ماه بازداشت شد[۱۰۲]
- علی مهری، رئیس کمیسیون هواداران جنبش سبز (در مترو)
- محمد صالح محلوجی، طراح وب سایت ستاد انتخابات میرحسین موسوی (۸نیرماه)
- بدرالسادات مفیدی، دبیر انجمن صنفی روزنامه‌نگاران ایران[۱۲۶]
- علی مقامی عضو ستاد کروبی (در نخستین دور بازداشت‌ها دستگیر و سه روز بعد آزاد شد و ۵ مرداد دوباره بازداشت شد)[۱۲۷]
- محمد ملکی، اولین رئیس دانشگاه تهران بعد از پیروزی انقلاب و از فعالان ملی مذهبی[۱۲۸]
- آذر منصوری، معاون سیاسی دبیرکل جبهه مشارکت (۳۱ شهریور)[۱۲۹]
- ابراهیم مهتری، دانشجو(۲۸ مرداد)[۱۳۰][۱۳۱]
- سام محمودی، روزنامه‌نگار روزنامه اعتماد و عکاس (۷ دی)
- مهدی مهدوی آزاد، مدیرمسئول سایت شهاب نیوز و مدیرمسئول سابق سایت آفتاب نیوز (۲ تیر)[۱۳۲]
- کیوان مهرگان، دبیر سیاسی ضمیمه روزنامه اعتماد
- محسن میردامادی، دبیرکل جبهه مشارکت و نماینده مجلس ششم (۲۳ خرداد بازداشت[۱۴] و روز بعد آزاد شد و ۲۷ خرداد مجدداً بازداشت شد)
- علی میردامادی، فرزند محسن میردامادی (بازداشت: ۱ آبان در مراسم دعای کمیل برای آزادی زندانیان سیاسی در منزل شهاب‌الدین طباطبایی)[۱۸]
- محمدمهدی منتظری، فرزند احمد منتظری، نوه آیت‌الله منتظری[۱۳۳]
- محمدعلی منتظری، فرزند احمد منتظری، نوه آیت‌الله منتظری[۱۳۳]
- محمدصادق منتظری، فرزند احمد منتظری، نوه آیت‌الله منتظری[۱۳۳]
- محمدرضا مقیسه روزنامه‌نگار و نماینده میر حسین موسوی و مسوول کمیته پیگیری امور بازداشت شدگان و آسیب دیدگان اعتراضات پس از انتخابات ۱۳۸۸
- عبدالحمید معافیان رئیس ائتلاف اصلاح طلبان استان فارس[۱۳۴]

[نازنین مشیری]- فعال دانشجویی و فعال حقوق زنان و وبلاگ نویس، خبرنگار و عکاس افتخاری باشگاه خبرنگاران جوان و عضو سابق انجمن روزنامه نگاران. فعال ستاد تبلیغاتی میرحسین موسوی در انتخابات ۸۸. دستگیری ۲۳ خرداد ۸۸ و یک هفته بازداشت در بند الف [زندان اوین] آزادی با قرار وثیقه ۵۰ میلیون تومانی. دستگیری مجدد با حمله به منزل شخصی در تیرماه ۹۱ توسط [نیروهای سپاه] و تحمل ۲ هفته بازداشت در محل نامشخص به‌صورت انفرادی و حکم ۳ سال و ۶ ماه و ۷۴ ضربه شلاق
. افشین مصطفوی_عضو ستاد موسوی و جبهه مشارکت، برای بار اول بازداشت۲۷خرداد۱۳۸۸ در منزل در شهر اصفهان، ۲۷روز بازجویی و انفرادی محکوم به چهار سال و دو ماه حبس و ۷۶ ضربه شلاق

### ن
- بهزاد نبوی، از اعضای سرشناس سازمان مجاهدین انقلاب، وزیر دولت‌های رجایی، باهنر، موسوی و هاشمی و نایب رئیس مجلس ششم (۲۳ خرداد[۱۴] -)
- ضیاء الدین نبوی، دبیر شورای دفاع از حق تحصیل (۲۸ خرداد در منزل به همراه دختر عمویش عاطفه نبوی)[۱۸]
- شیلا نجفی، دانشجوی اخراجی، شاعر و از فعالان چپ در شهر آمل (۷ تیر)[۱۳۵]
- علی نظام الملکی، روزنامه‌نگار، مسوول کمیته اطلاع‌رسانی ستاد نسیم استان فارس (۶ مهر)[۱۳۶]
- شاهین نوربخش، عضو جبهه مشارکت (۲۳ خرداد[۱۴] -)
- محمدرضا نوربخش، سردبیر روزنامه فرهیختگان، دبیر تحریریه وبگاه جمهوریت و سردبیر سابق ثبت اسناد دانشگاه آزاد (۱۳ مرداد)[۱۳۷]
- دکتر محمد ملکی[۱۲۸]
- صادق نوروزی، رئیس شورای سیاسی سازمان مجاهدین انقلاب اسلامی ایران (۳۱ خرداد - ۱۸ شهریور ۱۳۸۸ آزاد شد)[۱۳۸]
- حسین نیکخواه عضو ستاد جوانان ستاد میرحسین موسوی(۳۰ خرداد))[۱۳۹]
- بهنام نیک زاد عضو ستاد ۸۸؛ جوانان حامی مهندس موسوی - دبیر تشکیلات انجمن اسلامی دانشگاه آزاد تبریز(۱۳ آبان))[۱۴۰]

### و
- علی وفقی عضو سابق شورای مرکزی دفتر تحکیم وحدت (بازداشت: ۲۹ خرداد - در ۱۵ مرداد آزاد شد)[۱۸]
- میثم ورق‌چهر، عضو جبهه مشارکت (۲۳ خرداد[۱۴] -)
- نسرین ورزی، خبرنگار پارلمانی ایلنا و وب‌سایت خبرآنلاین

### ه
- علی‌اصغر هادی‌زاده، رئیس فدراسیون نابینایان و کم بینایان و نماینده محلات در مجلس ششم[۱۴۱]
- هومان موسوی، زندانی سیاسی محبوس در زندان اوین که به مدت ۹ ماه در بند ۲۰۹ زندان اوین نگهداری می‌شد به سه سال حبس تعزیری محکوم شده. این زندانی سیاسی از معدود زندانیانی است که در دهه ۶۰ در بند نسوان زندان اوین به دنیا آمد و پدر و مادرش در سال‌های ۶۰ – ۶۷ با حکم دستگاه قضایی بازداشت و اعدام شدند. وی که حداقل دو سال از کودکی خود را در زندان اوین سپری کرده‌است مجدداً به اتهام شرکت در تجمعات پس از انتخابات بازداشت و به سه سال حبس قطعی محکوم شده. او از فعالان ستادهای میرحسین موسوی نیز بوده‌است.[۱۴۲]

### ی
- محمدرضا یزدان‌پناه، روزنامه‌نگار و عضو جبهه مشارکت (هفده تیر)[۱۴۳]
- محمد یوسفی، فعال دانشجویی دانشگاه امیر کبیر (۱۶ آذر)[۱۴۴]
- دکتر ابراهیم یزدی، دبیرکل نهضت آزادی ایران و وزیرخارجه دولت مهندس بازرگان
- ! محمد حسن یوسف پورسیفی، مسئول واحد جذب و معرفی مجموعه فعالان حقوق بشر در ایران و عضو جمعیت کودکان کار و خیابان

## دستگیرشدگانی که در هنگام بازداشت یا در زندان مجروح یا به قتل رسیدند
تعدادی از دستگیرشدگان که برخی از آنها در زندان توسط نیروهای امنیتی به قتل رسیدند:
- آریا زند: وی که عضو هیئت علمی دانشگاه تهران و از جمله لیدرهای نام آشنا در اعتراضات شهر اصفهان بود، در ۲۶ خرداد به دلیل اصابت گلوله ناگزیر به قطع یک پای خود شد.
- محسن روح‌الامینی: دانشجوی رشته کامپیوتر دانشگاه تهران که در ۱۸ تیر دستگیر و به بازداشت‌گاه کهریزک منتقل شد. وی بر اثر فشارهای فیزیکی، شرایط بد نگهداری، ضربات متعدد و نیز اصابت جسم سخت جان سپرد.[۱۴۵]
- محمد کامرانی: در روز ۱۸ تیر در نزدیکی میدان ولیعصر تهران دستگیر شد و ۲۵ تیرماه در بیمارستان مهر درگذشت.[۱۴۶]
- مهدی کوشکی اصل: وی که از لیدرهای شناخته شده تهران به‌شمار می‌رفت پس از آزادی مشروط از اوین به صورت غیرقانونی ایران را ترک و در کشور آلمان درخواست پناهندگی خود را اعلام کرد.
- امیر جوادی‌فر: دانشجوی رشتهٔ مدیریت صنعتی دانشگاه آزاد قزوین که در روز ۱۸ تیر دستگیرشده‌بود.[۱۴۷]
- رامین قهرمانی: یکی دیگر از زندانیان کهریزک که مدت کوتاهی پس از آزادی جان سپرد.[۱۴۸]
- گزارش‌هایی در برخی رسانه‌های داخلی و بین‌المللی در ارتباط با بازداشت، تجاوز به عنف و قتل ترانه موسوی منتشر شده‌است.[۱۴۹]
- علیرضا افتخاری (روزنامه‌نگار)|علیرضا افتخاری خبرنگار روزنامه ابرار اقتصادی که در ۳۰ خرداد بازداشت شده و پس از آزادی بر اثر خونریزی مغزی در بیمارستان درگذشت.[۱۸]
- بهنام صفارزاده (روزنامه‌نگار)|بهنام صفرزاده روزنامه‌نگار اقتصادی گیلان در ۲۷ خرداد حین تهیه گزارش مورد ضرب و شتم شدید مأموران نیروی انتظامی شهر رشت قرار گرفت و پس از گذشت هفته‌ها مفقودی سرانجام با انتشار مطلبی از سلامتی و دوران سخت در بازداشتگاه اطلاعات سپاه پاسداران رشت خبر داد.[۱۵۰]
- احمد نجاتی کارگر پس از آزادی از کهریزک به دلیل عفونت ریه و از کار افتادن کلیه‌ها درگذشت. صدا و سیما با پخش برنامه‌ای سعی کرد چنین القا کند که او نمرده‌است.[۱۵۱]

## اعدام‌شدگان
- محمدرضا علی‌زمانی و آرش رحمانی‌پور که در زمان انتخابات و حوادث پس از آن در زندان بودند ولی در دادگاه متهمان پرونده کودتای مخملی محاکمه و محکوم شدند.[۱۵۲]
- علی صارمی که در جریان تظاهرات پس از انتخابات دستگیر شد و سپس به دلیل هواداری از سازمان مجاهدین خلق ایران محکوم گردید.[۱۵۳]
- زهرا بهرامی شهروند ایرانی-هلندی که در تظاهرات عاشورا دستگیرشده بود و بعد به قاچاق مواد مخدر متهم شد.[۱۵۴]